# Magsjöberget
Magsjöberg är ett naturreservat i Strängnäs kommun i Södermanlands län.
Området är naturskyddat sedan 2016 och är 130 hektar stort. Reservatet ligger söder om Östra Magsjön med berget Magsjöberg i reservatets västra del. Det består av tallskog på höjderna och granskog i branterna ner mot sjön. 